# 鳥海山

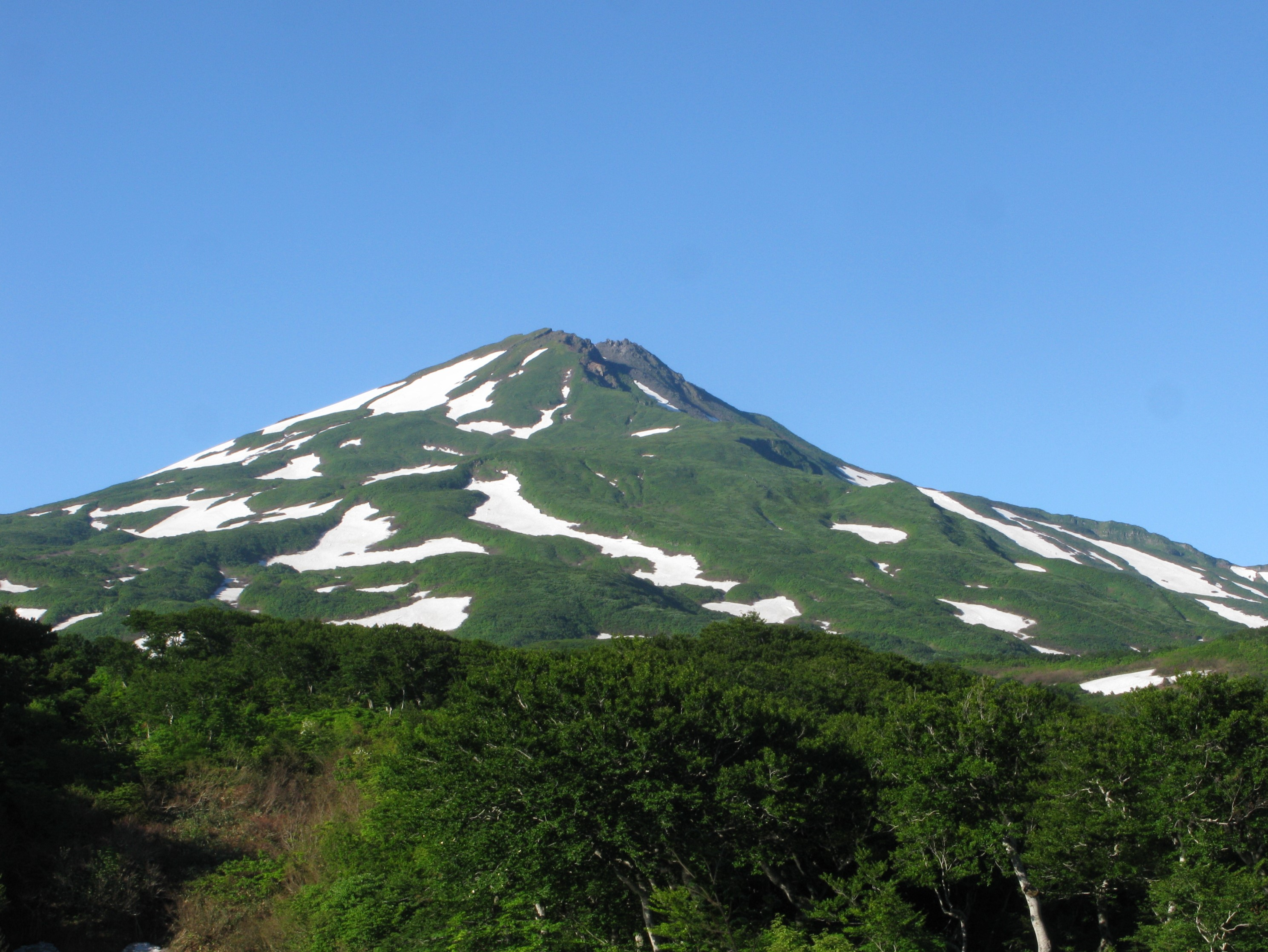
山頂を北北東にある善神沼から

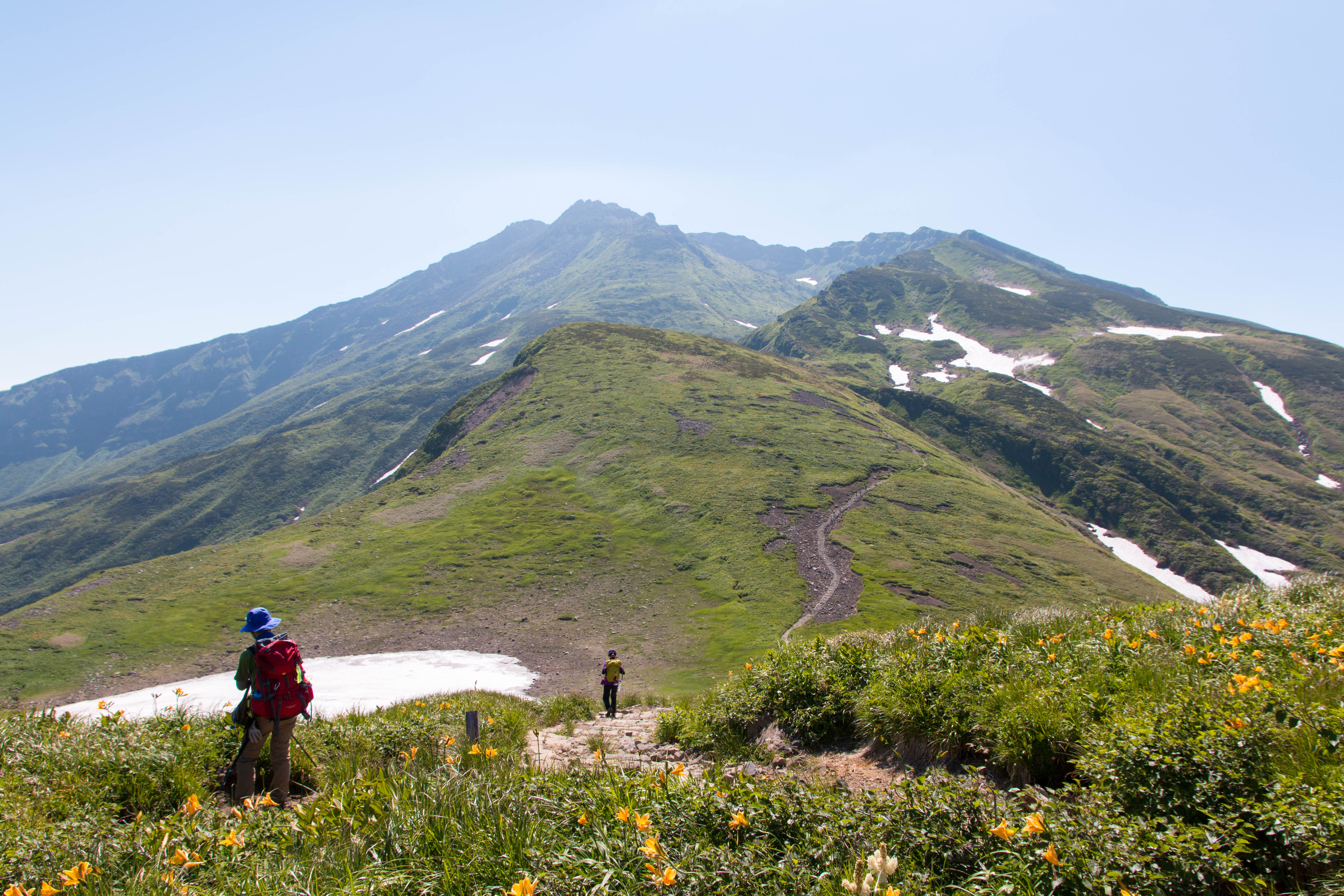
山頂を西から望む。

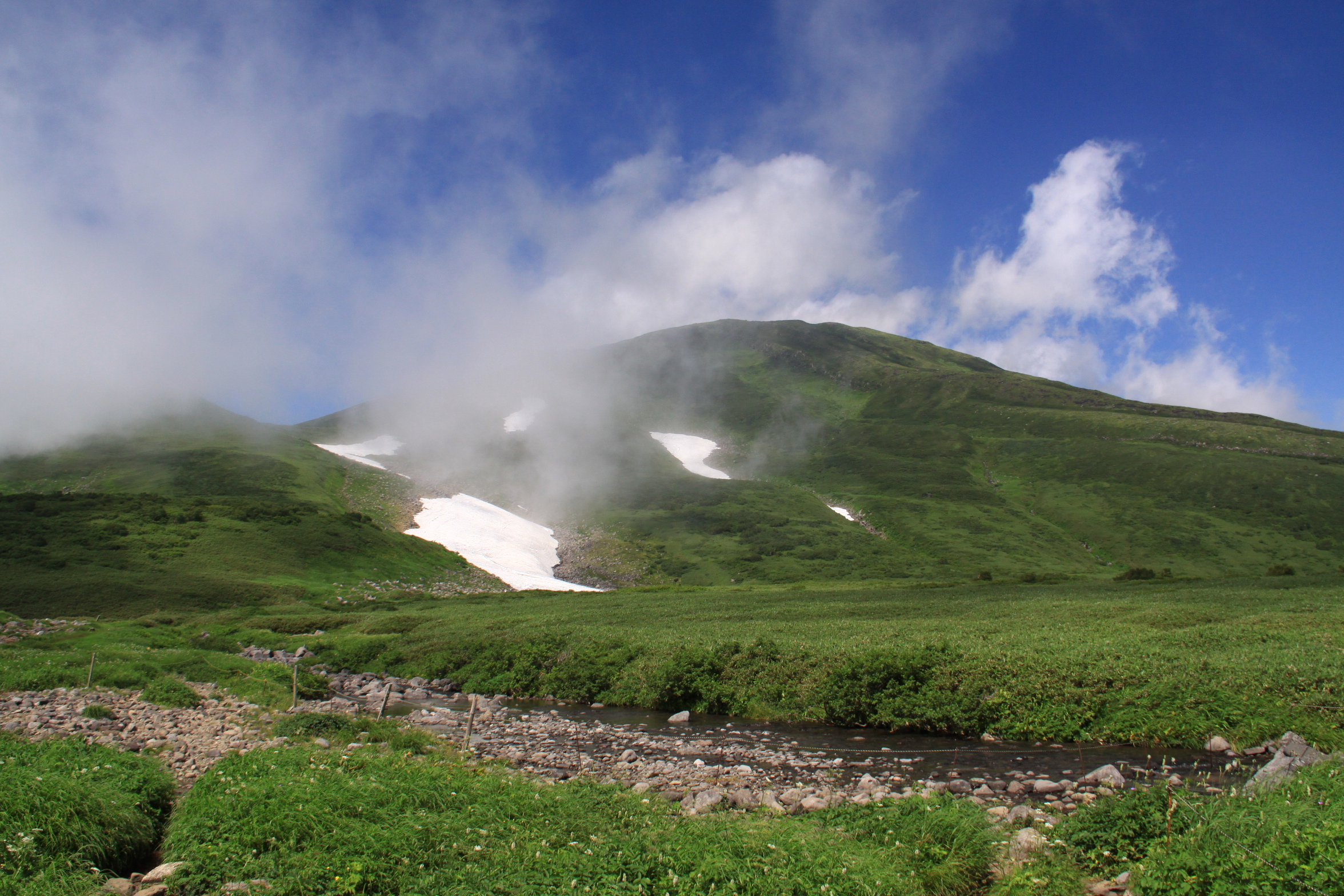
夏の鳥海山（河原宿から）
「心字雪渓」が見える。河原宿から山頂を目指すルートでは、この雪渓を横断することになる。

鳥海山（ちょうかいさん、ちょうかいざん）は、山形県と秋田県に跨がる標高2,236mの活火山。山頂となる最高標高2,236m地点は山形県側にある（飽海郡遊佐町）。山頂に雪が積もった姿が富士山に類似しているため、出羽富士（でわふじ）とも呼ばれ親しまれている。山形県では庄内富士（しょうないふじ）とも呼ばれている。古くからの名では鳥見山（とりみやま）という。鳥海国定公園に属する。日本百名山・日本百景の一つ。2007年（平成19年）に日本の地質百選に選定された。2009年（平成21年）に国史跡「鳥海山」として指定された。読みは、秋田県側で「ちょうかいさん」、山形県側で「ちょうかいざん」となっている。またかつて秋田県ではちょうげと称されていた。

## 概要
鳥海山は、山形県の飽海郡遊佐町と酒田市そして秋田県の由利本荘市とにかほ市の4市町に跨がるが、山頂は山形県飽海郡遊佐町に位置し、山形県の最高峰である。山頂に鎮座する大物忌神を祀った「鳥海山大物忌神社」は上古の創建とされる。（山頂が飽海郡となった理由は #人間史 を参照のこと）
東北地方では燧ヶ岳（標高: 2,356 m）に次いで2番目に標高が高く、中腹には秋田県の最高地点（標高: 1,775 m）がある。山頂からは、北方に白神山地や岩手山、南方に佐渡島、東方に太平洋を臨むことができる。空気が澄み切れば約300km先の北アルプスの後立山連峰も見る事が出来る。
鳥海山の残雪の雪形は自然暦として用いられてきた（酒田市側から春先に見える「種まきじいさん」など）。山の南側には夏、「心」の字の形に雪が残る「心字雪渓」がある。山頂付近には夏場も融けない万年雪（小氷河と表現されることがある）が存在することや、氷河の痕跡として特徴的なカール地形が存在することから、かつて氷河が形成されていたという説がある。このため、山麓の市町村では「氷河」を冠した特産品が見受けられる。
鳥海山の固有種としてはチョウカイアザミやチョウカイフスマがある。
鳥海山は日本海に裾野を浸した秀麗な山容を持ち、多くの噴火によって畏れられ古くから山岳信仰の対象となった。豊富な湧水は山麓に農耕の恵みをもたらした。中世後期以来、徐々に修験道の修行場となり、鳥海山大権現、本地は薬師如来として崇拝された。南面からは蕨岡より登拝道をたどって山頂を目指した。江戸時代中期には登拝講が山麓に成立し、夏には多くの道者が登拝した。根拠地であった蕨岡は三十三坊を擁し龍頭寺を学頭とした。鳥海修験の山岳信仰の根底には、山を水分（みくまり）とする水への信仰があり、流れ出す川は月光川と日向川と名付けられて神聖視された。鳥海山へは、南は蕨岡と吹浦、北は矢島、滝澤、小瀧、院内などから登拝道が開けていた。江戸時代以降、蕨岡と矢島は当山派の醍醐三宝院末に帰入し、真言系の修験となった。山形県側は、明治以後、修験道の廃止に伴い、神仏分離の激動を経て、大物忌神社は、山麓に二つの口の宮、吹浦（山形県遊佐町）、蕨岡（山形県遊佐町）、山頂に本社を祀る形式をとることになった。大物忌神社は、出羽国一宮として崇められてきた。日本海に浮かぶ酒田市の飛島には、鳥海山の山頂部が吹き飛んできて出来た、あるいは鳥海に住む鬼が神罰を受けた際に飛んだ首によって出来たという伝承があり、それが島の名前の由来になっているという考え方もある。また、飛島に祀られた小物忌神社は鳥海山の大物忌神社と対をなしているという説もある。

## 鳥海山の峰々
東鳥海
- 中央火口丘
  - 新山（しんざん） 2,236 m - 最高峰、別名：享和岳、溶岩ドーム
  - 荒神ヶ岳（こうじんがたけ） 2,170 m
- 外輪山
  - 七高山（しちこうさん） 2,229 m
  - 行者岳（ぎょうじゃだけ） 2,159 m
  - 伏拝岳（ふしおがみだけ） 2,130 m
  - 文珠岳（もんじゅだけ） 2,005 m

西鳥海
- 中央火口丘
  - 扇子森（せんすもり） 1,759 m
  - 鍋森（なべもり） 1,652 m
- 外輪山
  - 月山森（がっさんもり） 1,650 m
  - 笙ガ岳（しょうがだけ） 1,635 m

## 火山として

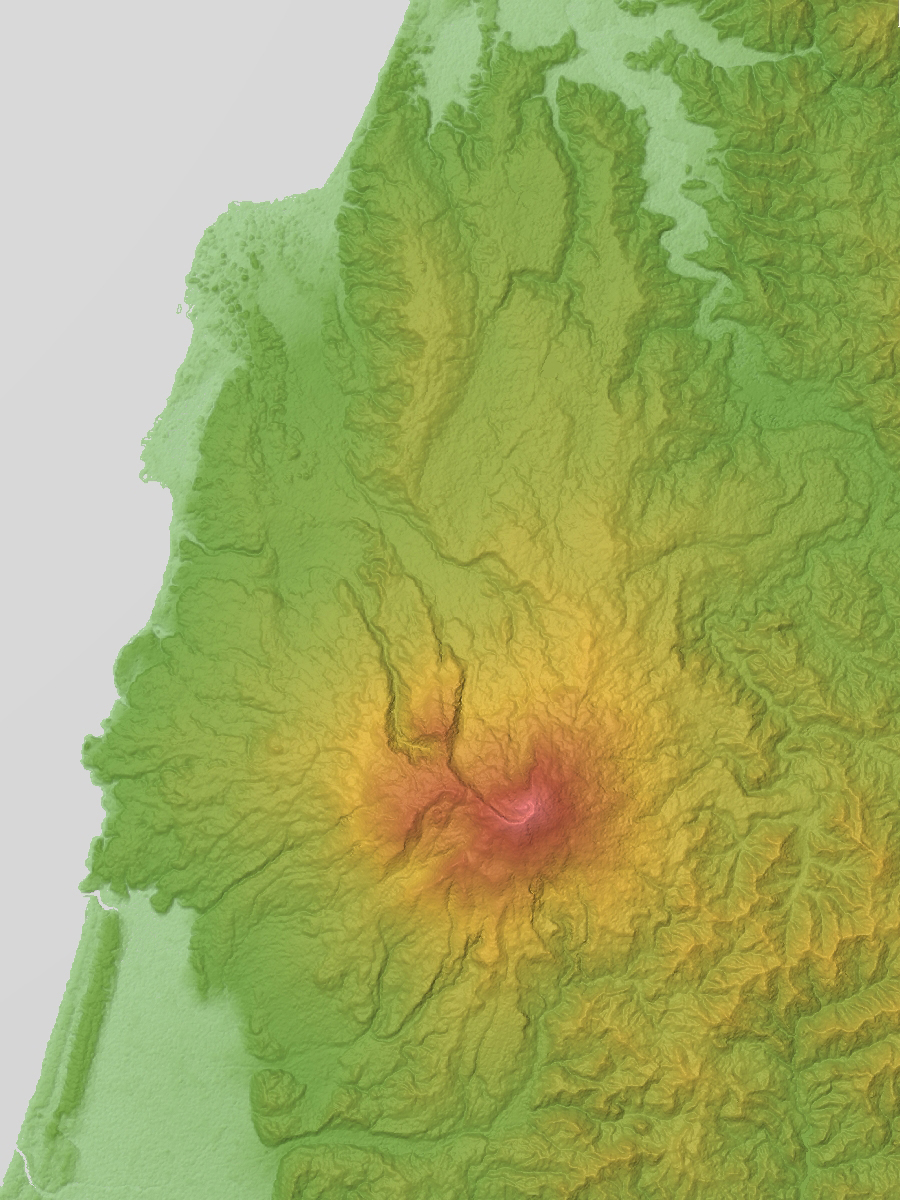
鳥海火山の火山体地形図

鳥海火山の全体としては玄武岩ないし安山岩（SiO2 51 - 62%）の溶岩からなる富士山型の成層火山であるが、火砕流・降下軽石・火山灰などの噴出は少なく、主に溶岩流により形成された山である。北側から西側にかけては側火山や火口、さらには河川による侵食で、複雑な山容を示している。新旧2つの二重式火山が複合したもので、侵食の進んだ「西鳥海」と新しい溶岩地形をもつ「東鳥海」とからなり、それぞれに中央火口丘と外輪山がある。
鳥海山は約60万年前の火山活動により形成された。なお、酒田市沖の飛島は鳥海山の山頂部が噴火で吹き飛んで島になったという伝説があるが、飛島が形成されたのは1000万年以上前の海底噴火によってであり科学的根拠に基づくものではない。
紀元前466年には大規模な山体崩壊を起こし、岩石や土砂が現在のにかほ市に堆積して象潟の原型を形成している。象潟付近の九十九島は紀元前466年の噴火で形成された流れ山で、形成当時は海中の小島であったが 1804年象潟地震により隆起し特徴的な地形となった。1801年の噴火では死者8名の記録があり、生じた溶岩ドームは東鳥海山の新山として現在も残っている。1974年3月から5月にかけては水蒸気噴火し、新山の東側火口および荒神ヶ岳の割れ目から噴煙を噴出した。

### 有史以降の主な火山活動
- 紀元前466年 大規模な山体崩壊を起こす（この山体崩壊によって埋没した樹木の年輪測定から、山体崩壊の発生した年代が判明した）[13][16]。
- 810年 - 824年に噴火の記録あり。
- 840年 噴火の記録あり。
- 871年 噴火および溶岩流？、火山爆発指数:VEI2
- 939年 噴火の記録あり。
- 1560年 噴火の記録あり。
- 1659年 - 1663年 噴火の記録あり。
- 1740年 - 1741年 噴火の記録あり。
- 1800年 - 1801年 マグマ水蒸気爆発、溶岩流出、新山（溶岩ドーム）形成。8名死亡[15]。1801年夏に泥流[17]。
- 1821年 噴火の記録あり。
- 1834年 噴火の記録あり。
- 1971年 噴火の記録あり。
- 1974年 水蒸気噴火、小規模な泥流は少なくとも6回[18]。3月1日に羽田発秋田行きの全日空機上から噴煙が発見され、断続的に5月頭まで活動が続いた[15][19]。火山爆発指数:VEI1

### 山体崩壊
山体には数多くの崩壊痕跡が残る。その中でも紀元前466年に北麓で生じた崩壊は、26億立方メートルから27億立方メートル程度と推定される崩壊を生じ、痕跡地形は東鳥海馬蹄形カルデラと呼ばれる。この崩壊により生じた泥流は象潟泥流とも呼ばれ、山麓の象潟平野部の田園地帯に多数の流山を形成した。

### 火山の恵み
鳥海山から流れ出した新山溶岩流の末端崖には、湧水地が点在している。特に山麓の獅子ヶ原湿原は、標高500mながら、多様な高山性のコケ類が見られ、2001年に天然記念物に指定された。

## 人間史
『鳥海山史』によれば、由利郡小瀧（鳥海山修験の拠点の一つ）の旧記に敏達天皇7年（578年）1月16日噴火したことが、由利郡直根村旧記に推古天皇御代の噴火と元明天皇の和銅年間（708年 - 715年）に噴火したことが、由利郡矢島（鳥海山修験の拠点の一つ）においては元正天皇の養老元年（717年）6月8日噴火したことが伝えられている。同書では、いずれも正史の記事ではないので安易に信ずることはできないが、真実であれば鳥海山は578年から717年の約140年間ほど活動期だったのではないかと考察している。
この山は正史へ大物忌神の名で登場し、度々神階の陞叙を受けているが、正史に現れた最初の授位の記事は『続日本後紀』承和5年（838年）5月11日の条における記述である。（神階陞叙の詳細については 鳥海山大物忌神社 を参照のこと。）
大物忌神という神について『山形郷土研究叢書第7巻 名勝鳥海山』では、物忌とは斎戒にして不吉不浄を忌むということであり、夷乱凶変を忌み嫌って予め山の爆発を発生させる神であると大和朝廷は考えたのではないか、と考察している。『日本の神々 -神社と聖地- 12 東北・北海道』においても国事兵乱との関係で畏敬尊崇の対象となっていたと述べ、(姉崎岩蔵.鳥海山史)も同様の考察をしている。しかし、秋田県の郷土史家田牧久穂は、大物忌神は大和朝廷による蝦夷征服の歴史を反映し、蝦夷の怨霊を鎮める意味の神名だと述べている。
『続日本後紀』承和7年（840年）7月26日の条では大物忌神を従四位下勳五等へ陞叙しているが、同記事では陞叙の理由を、大物忌神が雲の上にて十日間に渡り鬨の声をあげた後、石の兵器を降らし、遠く南海で海賊に襲われていた遣唐使船に加護を与えて敵の撃退に神威を表したからだとしている。この記事により、大物忌神が出羽国の火山らしいことが初めてわかるが、山の姿をより詳細に記述し、大物忌神が現在の鳥海山であると推定できるのは、『日本三代実録』貞観13年（871年）5月16日の条にある、下記の出羽国司の報告である。
《出羽国司の報告。従三位勳五等の大物忌神社は飽海郡の山上にある。巖石が壁立し、人が到ることは稀である。夏も冬も雪を戴き、草木は禿て無い。去る4月8日に噴火があり、土石を焼き、雷鳴のような声を上げた。山中より流れ出る河は青黒く色付いて泥水が溢れ、耐え難いほどの臭気が充満している。死んだ魚で河は塞がり、長さ10丈（約30 m）の大蛇2匹が相連なって海へ流れていった。それに伴う小蛇は数知れずである。河の緑の苗は流れ損ずるものが多く、中には濁った水に浮いているものもある。古老に尋ねたところ、未曾有の異変であるが、弘仁年間（810年 - 824年）に噴火した際は幾ばくもせず戦乱があった、とのことであった。そこで報告を受けた朝廷が陰陽寮にて占いを行ったところ、結果は全て、出羽の名神に祈祷したが後の報祭を怠り、また冢墓の骸骨が山水を汚しているため怒りを発して山が焼け、この様な災異が起こったのだ。もし鎮謝報祭を行わなければ戦乱が起こる、と言うものであった。そこで奉賽を行うと共に神田を汚している冢墓骸骨を除去せよと国守に命じた。》
以上の記事から『山形県史 通史編第1巻 原始・古代・中世編』では、四時雪を戴いて草木も生えず、登山困難な高山で、しかも4月8日に噴火したとあり、出羽国飽海郡にそのような山は一つしかないので鳥海山と推定される、と述べている。また、『日本の神々 -神社と聖地- 12 東北・北海道』では、『日本三代実録』貞観13年5月16日の条にある「長さ10丈の大蛇2匹」とは2本の泥流であろうと言われている、との説を紹介している。
その後も『日本三代実録』には、元慶8年（884年）9月29日の条において「6月26日、秋田城へ石鏃23枚が降った」との記述、仁和元年（885年）11月21日の条において「6月21日、出羽国秋田城中および飽海郡神宮寺西浜に石鏃が振った」との記述が見られるが、噴火があったのかは不明である。噴火が確認できるのは『本朝世紀』天慶2年（939年）4月19日の条にある「大物忌明神の山が燃えた」との記述で、これが中世では最後の噴火の記録となり、以後数百年間は史上に噴火の記録を見ることはなくなる。
『山形郷土研究叢書第7巻 名勝鳥海山』では、元来、鳥海山は山名が無く、山そのものが「大物忌神」と呼ばれていたと述べているが、前述のように『続日本後紀』および『日本三代実録』では「大物忌神」、『本朝世紀』では「大物忌明神の山」と記述され、鳥海山という名では呼ばれていない。鎌倉時代に成立した『吾妻鏡』においても「北山」と呼ばれ鳥海山と言う名では呼ばれないと(姉崎岩蔵.鳥海山史)では述べている。鳥海山という名が文字として確認できる最古のものは、暦応5年（1342年）7月26日、藤原守重が息災延命の意趣をもって奉納した鰐口銘に見えるものであると『山形郷土研究叢書第7巻 名勝鳥海山』では紹介している。しかし、『山形県史 通史編第1巻 原始・古代・中世編』では、この鰐口銘も山全体の名称であるかについては疑問があると考察している。その理由を同書では、永正7年（1510年）編集の『羽黒山在庁年代記』に「本宮大権現、欽明天皇七年丙寅年、飽海嶽に出現。今の鳥海権現是也」とあるので鳥海は権現号、山号は飽海嶽であると言うことになり、山号を鳥海とする資料が近世になっても見当たらないからだと述べている。また、鳥海山の由来についても定説が無い。(姉崎岩蔵.鳥海山史)では、山腹の鳥海湖に由来する説を紹介した後、鳥海彌三郎に由来するのではないかとの考察を行っている。
鳥海山は中世後期以降、修験道の場となり、矢島・小滝・吹浦・蕨岡などの主要登山口に修験者が集うようになった。『山形県史 通史編第1巻 原始・古代・中世編』では、蕨岡が鳥海修験の一拠点となった時期は吹浦に神宮寺が置かれた頃と推測し、(姉崎岩蔵.鳥海山史)では、吹浦・蕨岡よりも矢島方面の修験道が相当古い由緒を持っていると推測しているが、峰々の曼荼羅化や入峰方式がどの様に確立されて行ったのか、各登山口にいつから修験者が住み着いたか等については、史料が欠けており正確には分かっていない。各登山口の修験者は、連綿とした事由からお互いに反目・対立するようになっていき、江戸時代には修験者同士の争いが矢島藩と庄内藩を巻き込んだ嶺境争いに発展、江戸幕府の裁定によって山頂が飽海郡とされている。（詳しくは 蕨岡、矢島の嶺境の論争 を参照のこと。）
近世に入り、再び鳥海山の噴火が史上に現れる。『山形郷土研究叢書第7巻 名勝鳥海山』によれば、『由利郡仁賀保旧記』に万治2年（1659年）噴火の記事が見えるという。しかし、庄内側に記録がないので、北面の噴火だったのかもしれないと推測している。『出羽風土略記』には元文5年（1740年）5月上旬の噴火によって山上の瑠璃の壺、不動石、硫黄谷と言われる辺りが焼けたとの記述がある。寛政12年（1800年）の冬から文政4年（1821年）に至る期間にも鳥海山は噴火しており、特に享和元年（1801年）の噴火は激烈を極め、新山（享和岳）を生成し、『文化大地震附鳥海山噴火由来』によれば火山弾によって8人の死者を出したのだと言う。
現代においても、昭和49年（1974年）3月に噴煙をあげたことから全山入山禁止となり、『山形縣神社誌』によれば山頂の大物忌神社が中腹に造営した「中の宮」へ遷座している。
1934年（昭和9年）から日本石油が鳥海山麓の湯の台一帯で油田探査を実施。17本におよぶ試掘が行われた。1941年（昭和16年）5月3日、標高500m付近で試掘した1本が自噴する油層に届いた記録が残る。

## 採石問題
1980年代後半から、鳥海山の南麓にある吉出山で業者による採石が始まっていたが、近年、大規模な掘削が行われるようになり、山の景観が大きく損なわれ、水資源の汚染も懸念されたため、遊佐町の町民等が事業の中止を求める事態となった。
現在、採石を行っているのは川越工業（秋田県にかほ市）一社のみであり、同社が所有する臂曲（ひじまがり）地区で行われている採石が問題視されている。
同社の採石事業についての山形県認可の期限が2013年9月12日までだったため、同年5月中旬から、JA庄内みどり遊佐地区農政対策推進協議会や町環境保全会議により、採石に反対する署名活動が行われ、同年7月3日と25日に、山形県に対し、事業の不認可の要請とともに、56426筆（うち遊佐町民10427筆）の署名が提出された。
こうした採石反対運動に対し、山形県は、採石法による申請については、同法の第33条の4に定める基準（公共の福祉に反するとき）に該当すると認められるときは認可してはならないこととされている旨を述べたうえで、2013年4月に山形県水資源保全条例が制定されたことにも触れ、事業の認可申請書には地元との協定書を添付するよう指導しており、問題となっている事業についても厳正に審査するとの見解を示した。
川越工業は2013年7月に採石事業認可の再申請を行い、8月に町民説明会を実施。同社は臂曲地区の約9 haの土地で採石を続ける意向を示し、標高320 m以上で安山岩約33万トンを採石したいとした。同じ8月、同社は、遊佐町女鹿地区（鳥海国定公園に含まれる）での採石事業において、自然公園法の規定にある制限（地下2 m）に反し、地下8 mまで掘削を行っていたことが、山形県の調査で明らかとなった。なお、同社は2012年にも違法行為で行政指導を受けていた。
遊佐町は、2013年10月31日、町議会全員協議会で、川越工業が採石を行っている地区の約50 haの土地を町が購入する案を示した。町長（時田博機）は、「採石を止めるためには他に方法がない」とした。議員からは、採石のたびに土地を購入することになりかねないという声もあった。地元の住民からも、掘削で荒れた後の土地を町が購入することに反対する声が出た。町が購入の意志を示せばすぐに採石が止まるわけではなく、実際に購入されるまで採石が続くという点にも、反発があった。なお、川越工業は土地の売却に前向きな姿勢を示していた。
2013年11月29日、遊佐町と川越工業は、採石場の土地を町が買い取ることを前提とした協定を締結した。
2013年12月3日、山形県は、川越工業の採石事業について、計画どおり、2016年12月2日までの継続を認可した。
2018年8月21日、山形県遊佐町の臂曲（ひじまがり）地区で計画されている採石事業をめぐり、採取区域の拡大などの申請について山形県が書類不備を理由に拒否したのは違法だとして、秋田県にかほ市の採石業「川越工業」が県を相手取り処分の取り消しを求めた行政訴訟の判決で、山形地裁の貝原信之裁判長は県の拒否処分を取り消した。9月7日、山形県は、山形地裁判決について、控訴を断念した。

## 登山

### 登山口までのアクセス

#### 公共交通機関
- JR東日本・羽越本線「象潟駅」下車。象潟合同タクシーバス「鳥海ブルーライナー」で終点鉾立下車（運行日注意）。
- JR東日本・羽越本線「酒田駅」か「吹浦駅」下車。庄内交通バス「快速 鉾立行き」で終点下車。（2014 (平成26)年より廃止）

#### 道路
- 秋田県側から：国道7号、秋田県道58号象潟矢島線、秋田県道131号鳥海公園小滝線（鳥海ブルーライン）経由。
- 山形県側から：国道7号（鳥海ブルーライン入口交差点）もしくは国道345号（十六羅漢交差点）、山形県道210号鳥海公園吹浦線（鳥海ブルーライン）経由。

### モデルコース
- 鉾立バス停→賽の河原→御浜小屋→頂上御室（大物忌神社・泊）→鳥海山（新山）→河原宿小屋→八丁坂→滝の小屋車道終点

他に矢島口・吹浦口・百宅口コース等多数。
※現在百宅口へ山形県側からアクセスすることは不可能。（女郎沢川にかかる橋が崩落しているため。管理者からその旨の通知は無い）

## 鳥海山にちなんだ名称
この山から名前をとった艦船に、大日本帝国海軍の砲艦「鳥海」、重巡洋艦「鳥海」及び海上自衛隊の護衛艦「ちょうかい」がある。
列車の愛称名としても歴史は古く、最初は上野発東北本線・奥羽本線経由で秋田行きの急行の愛称として登場し（この列車が後の「津軽」）、その後は上野発上越線・羽越本線経由で秋田行きの急行の愛称として長く親しまれた（臨時列車には酒田発着もあった）。東北・上越新幹線開業後は上野発上越線・羽越本線・奥羽本線経由で青森行きの特急の愛称（昼行の時と夜行の時があった。夜行は現在の「あけぼの」）となったが、この特急時代の「鳥海」は地味かつ不遇であった。

## 参考画像

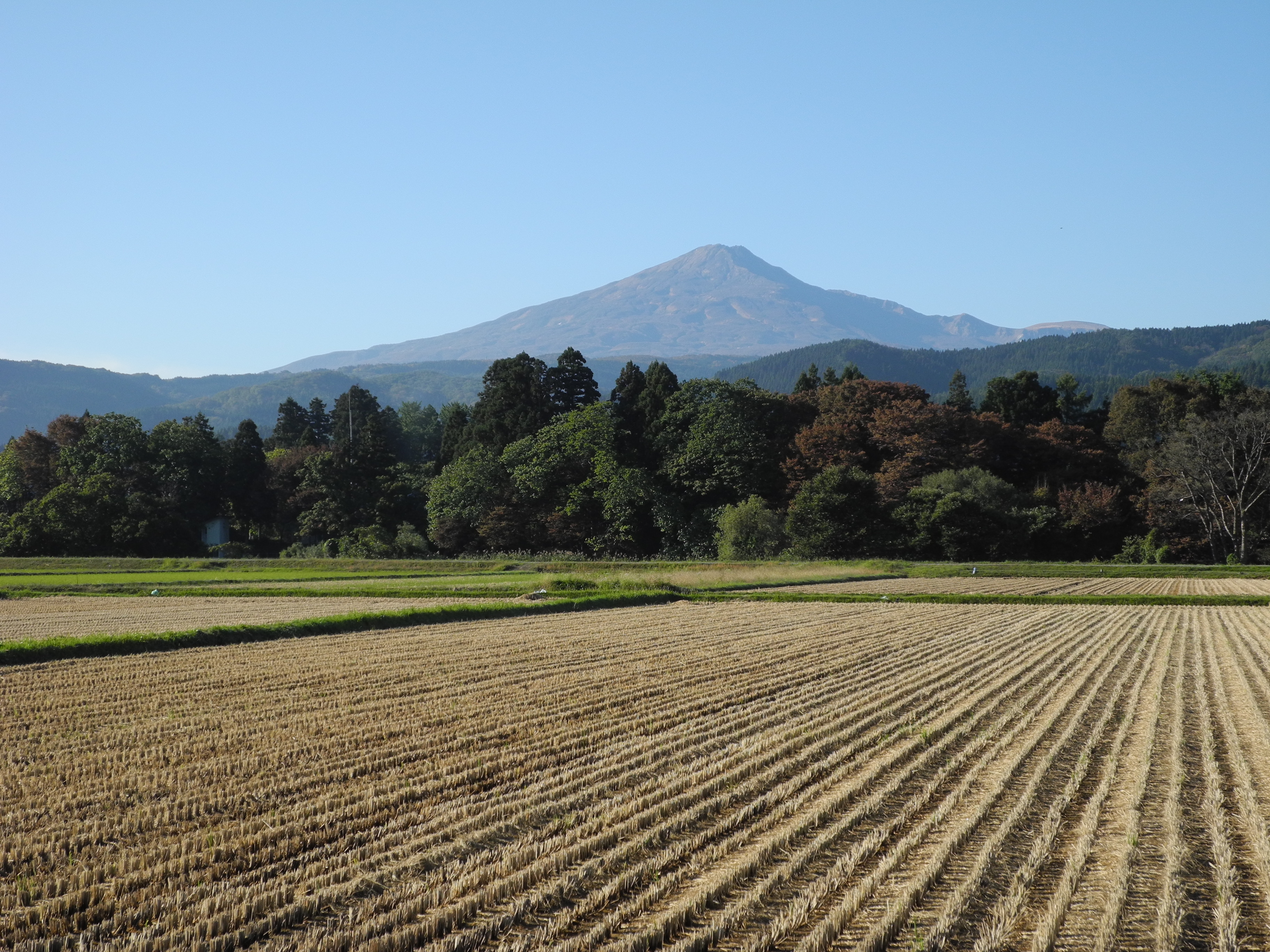
北北東から
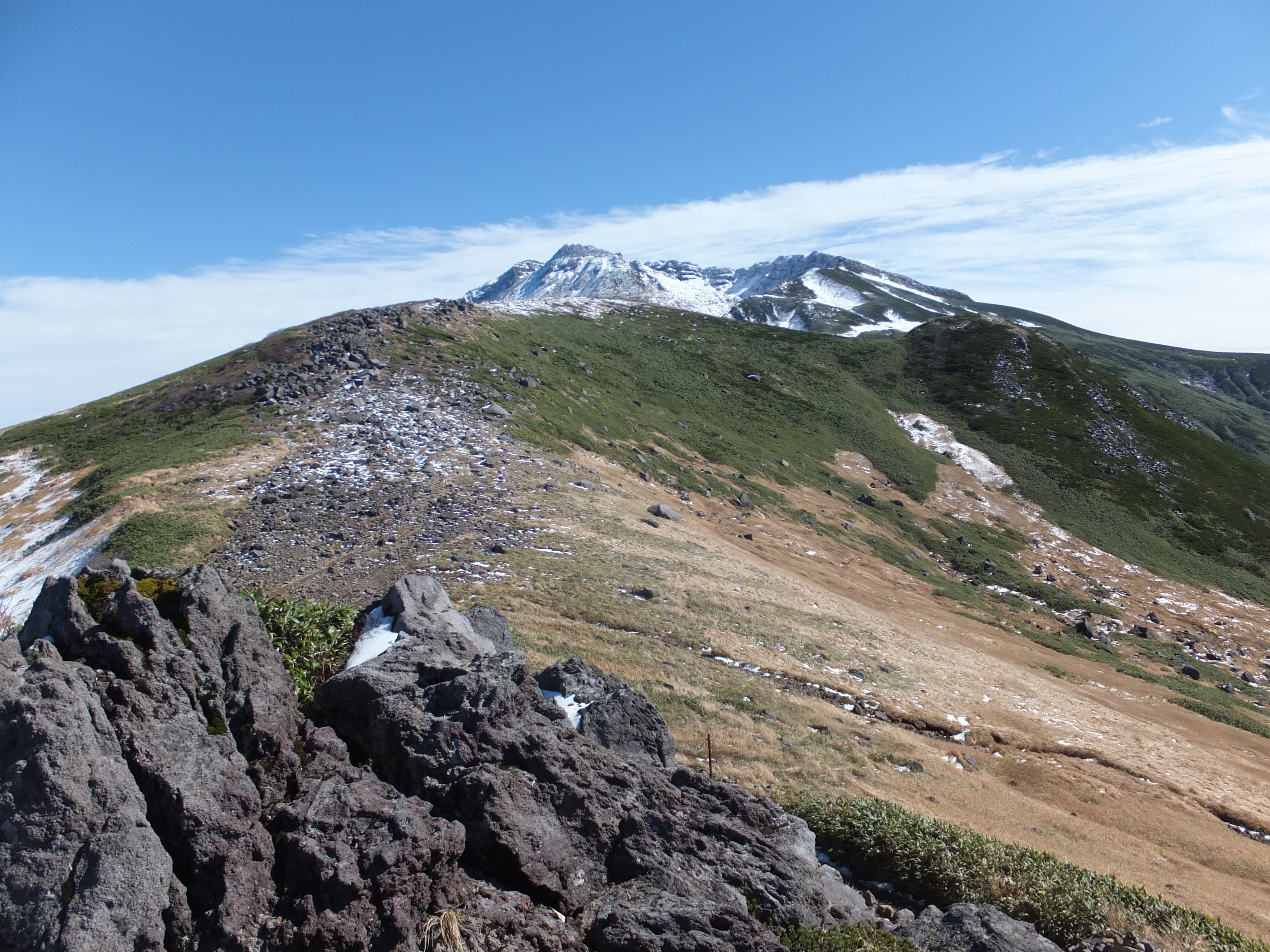
南西の尾根から
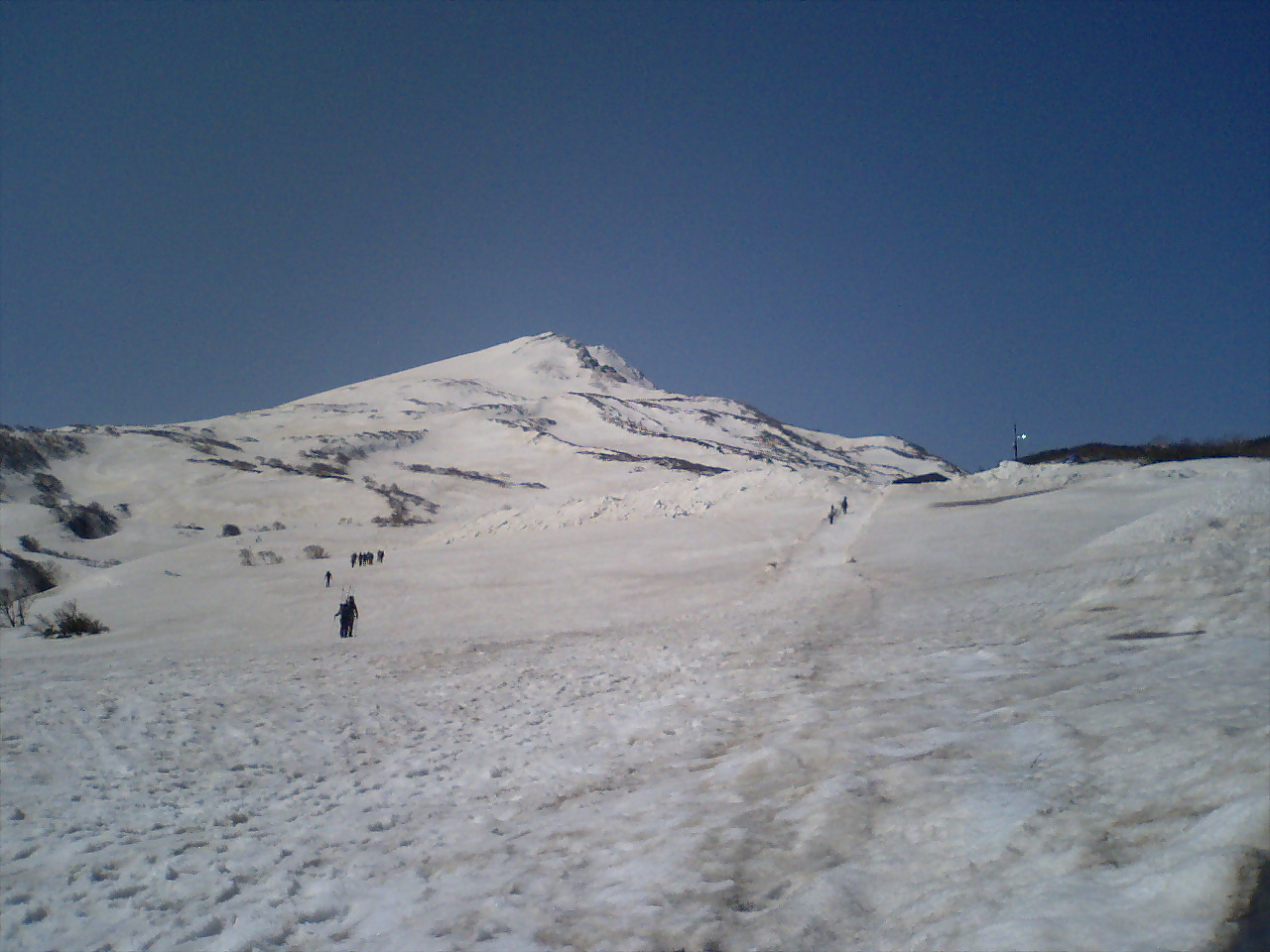
早春の鳥海山（祓川登山口から）
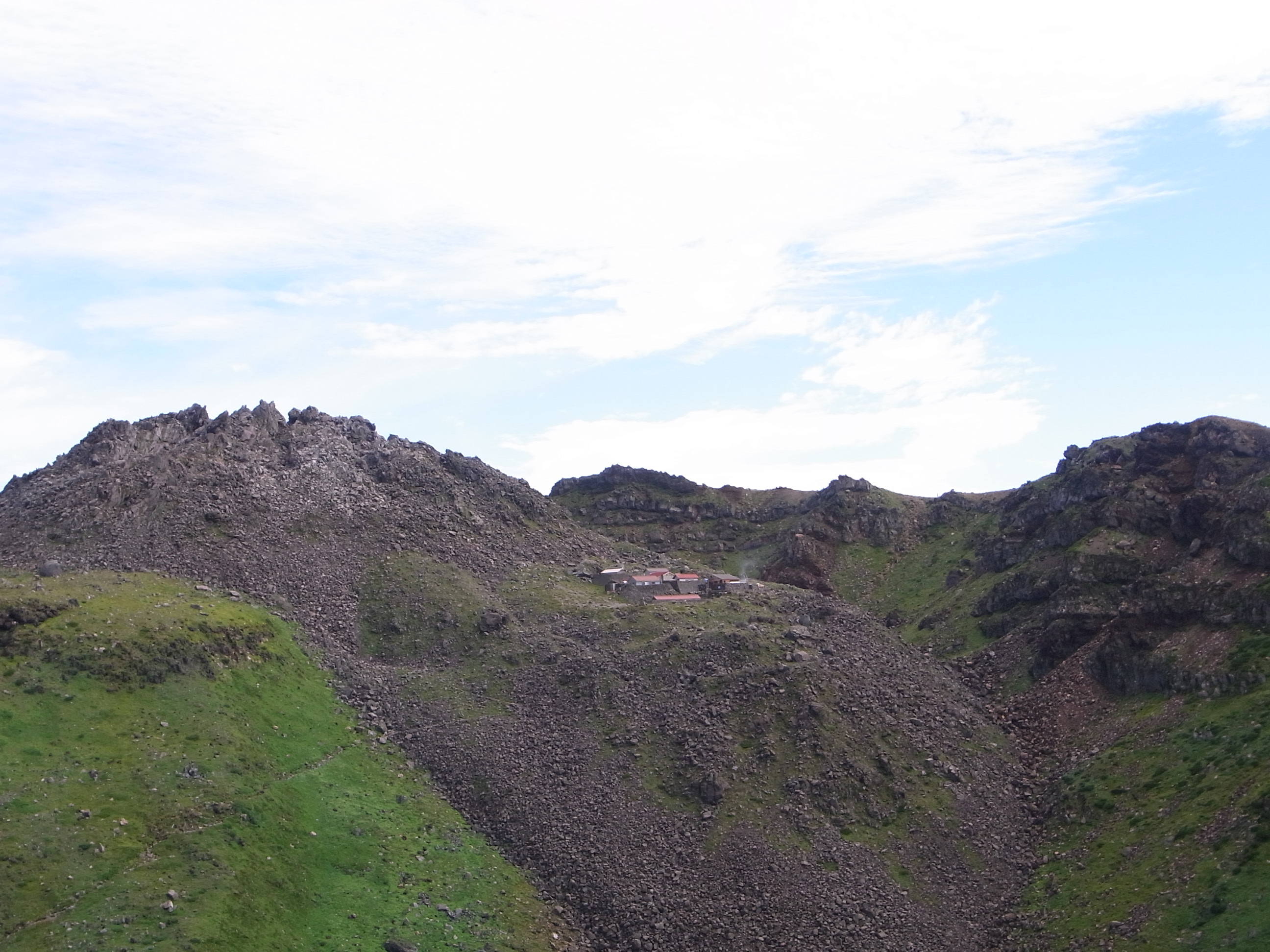
新山溶岩ドームと大物忌引神社
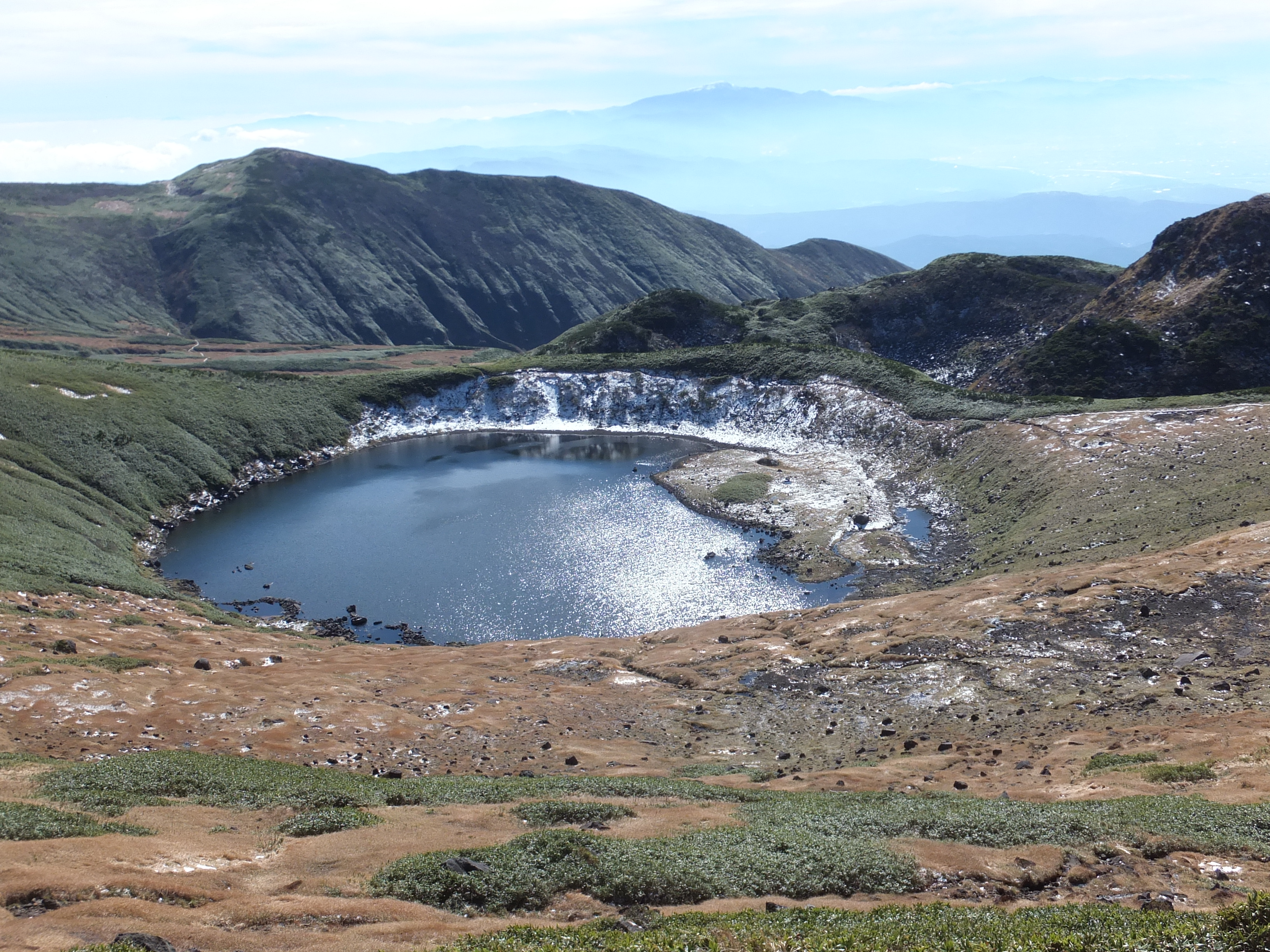
鳥海湖（火口）
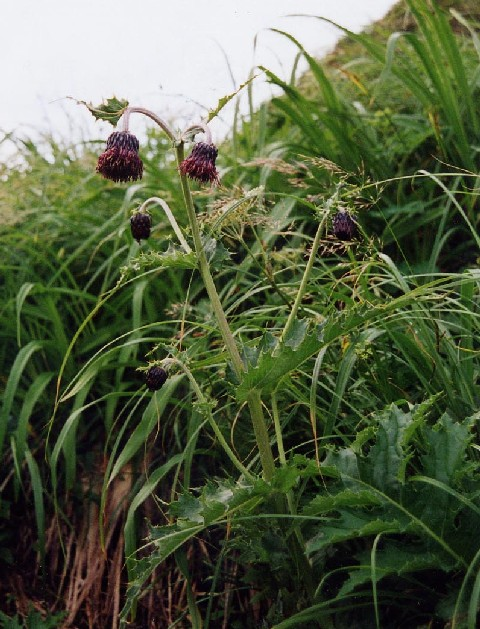
鳥海山固有種のチョウカイアザミ
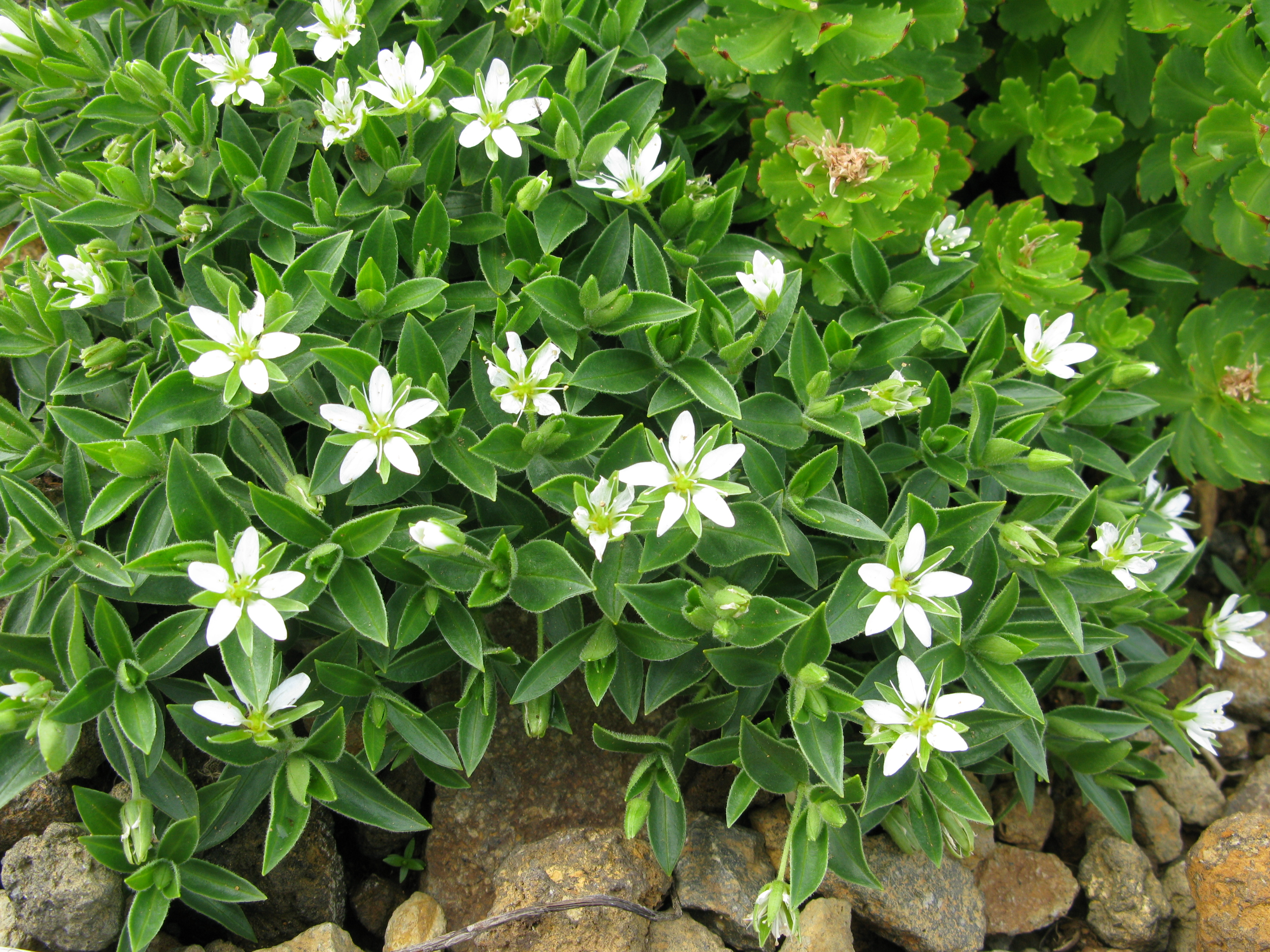
鳥海山固有種のチョウカイフスマ
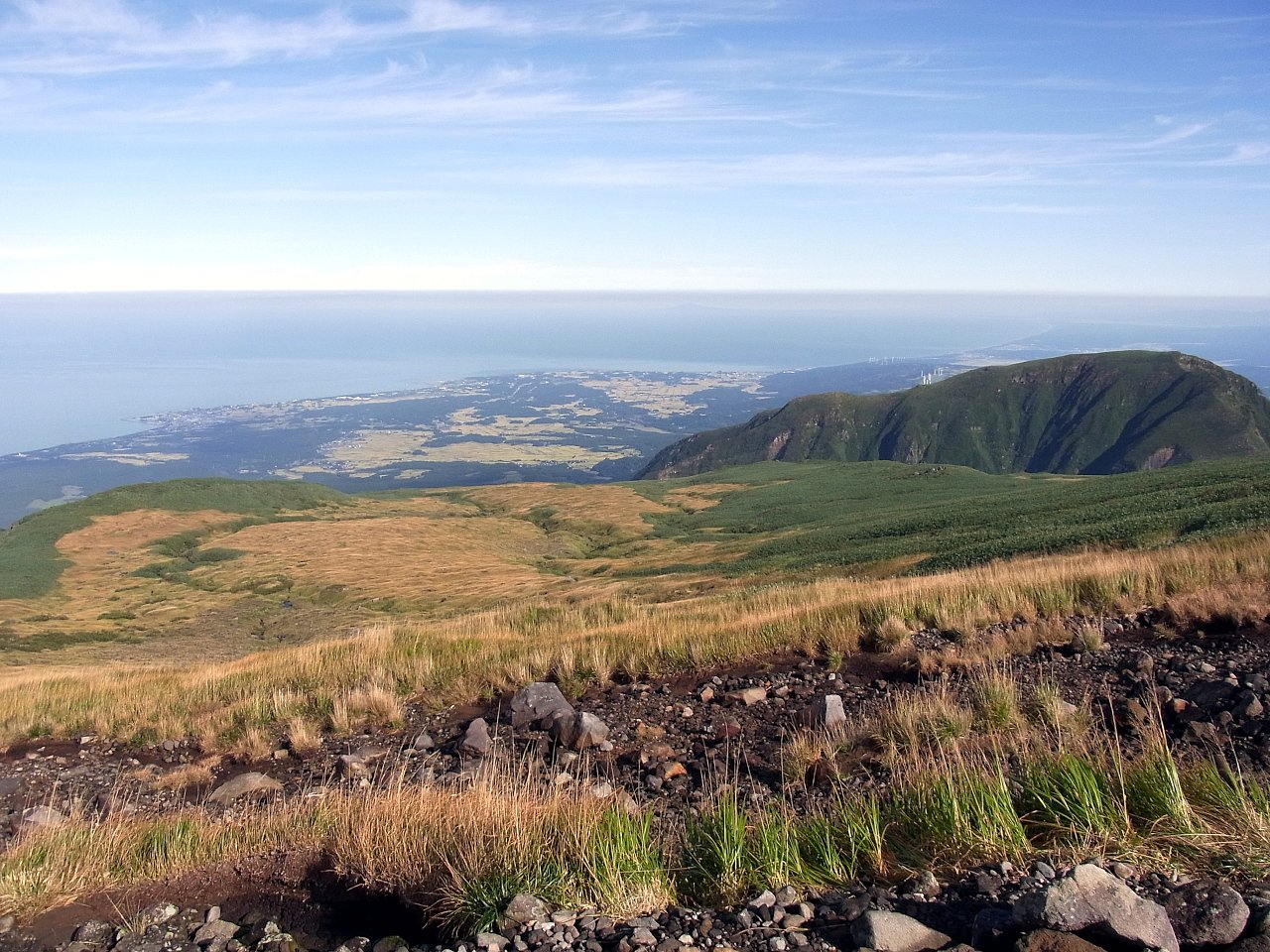
御浜小屋の西から北北西の眺め。右に見えるのは稲倉岳。中央奥に鳥海山の山体崩壊でできた象潟が見える。
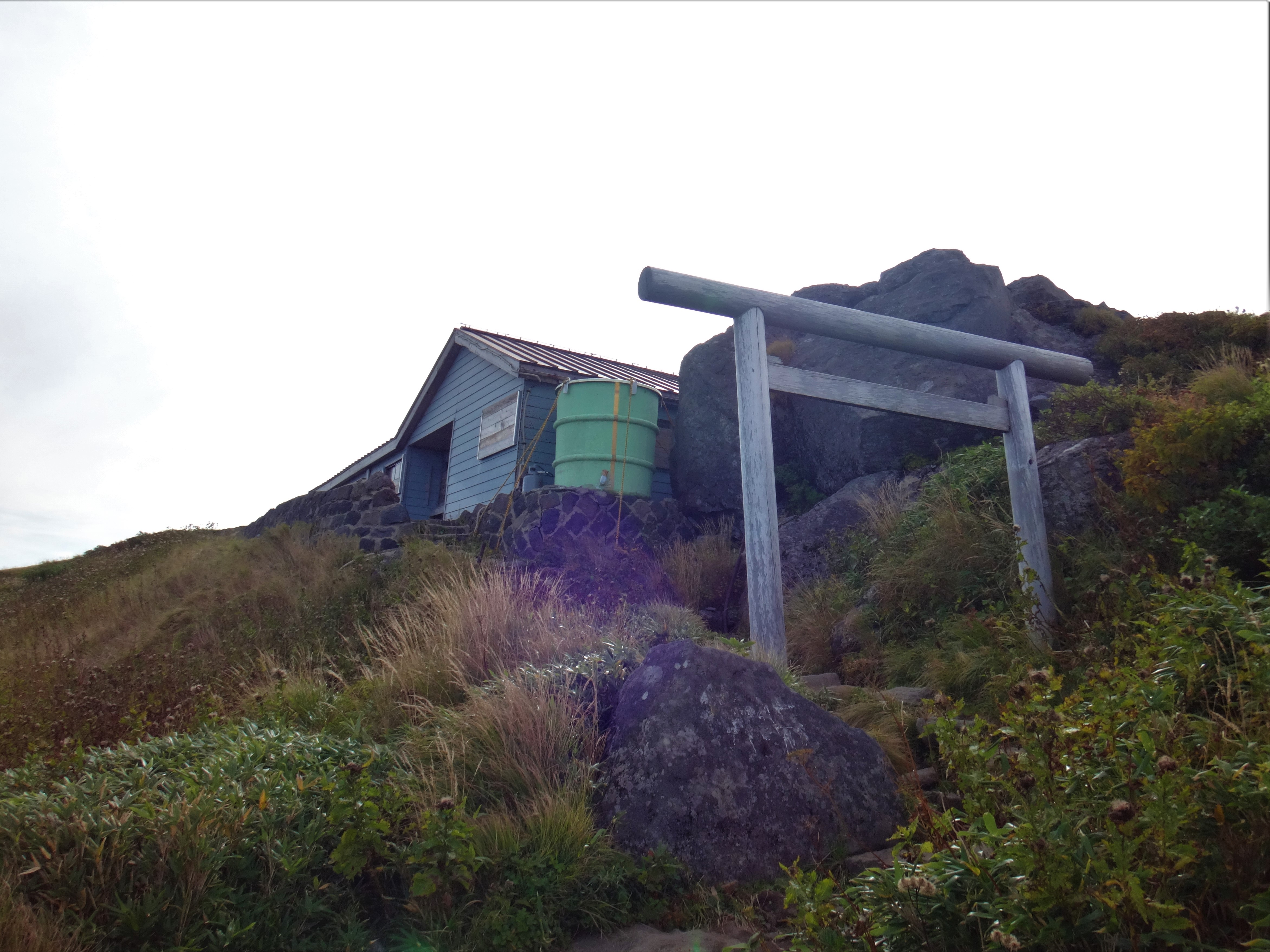
御浜神社と御浜小屋
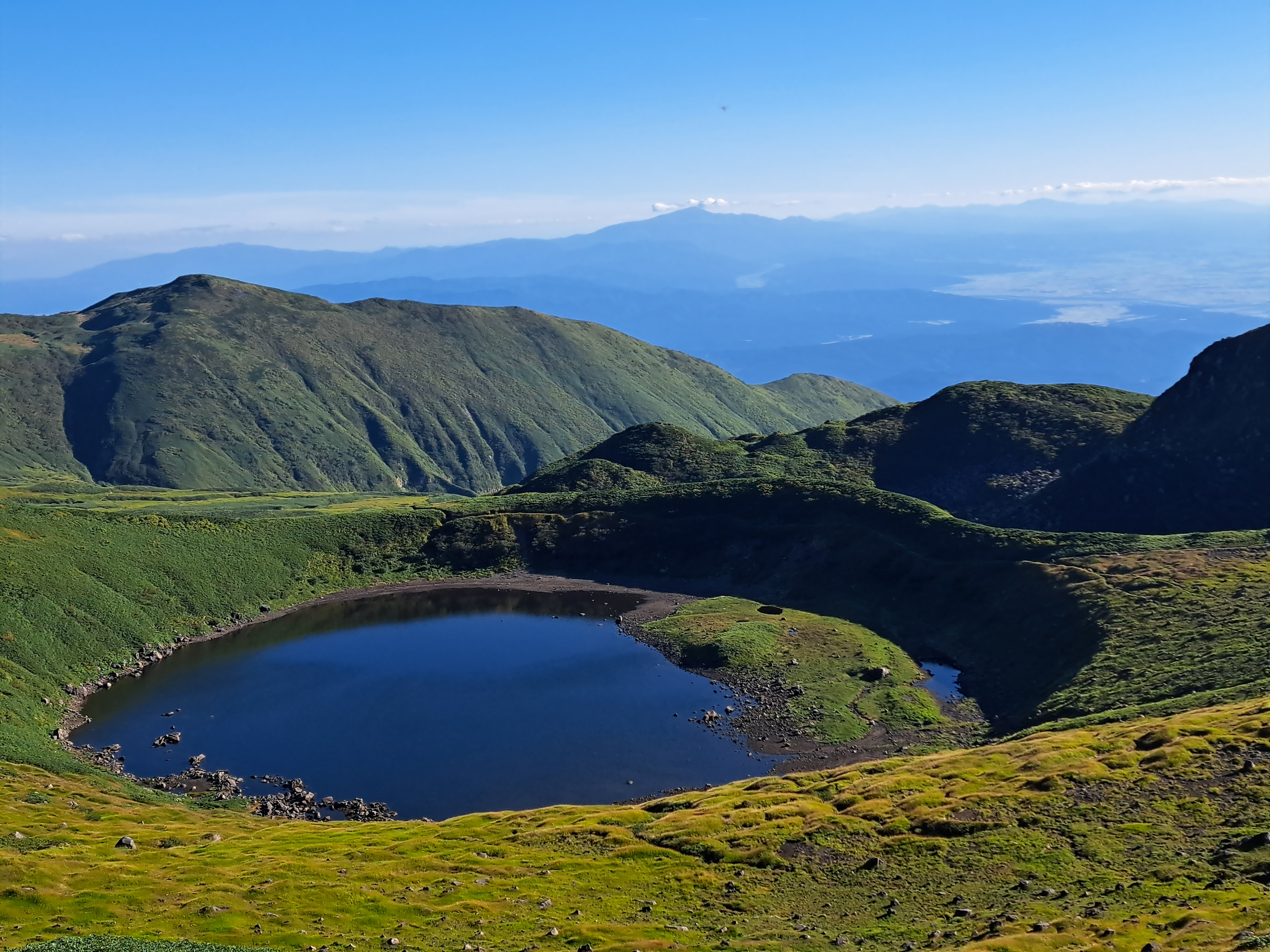
鳥海湖と月山
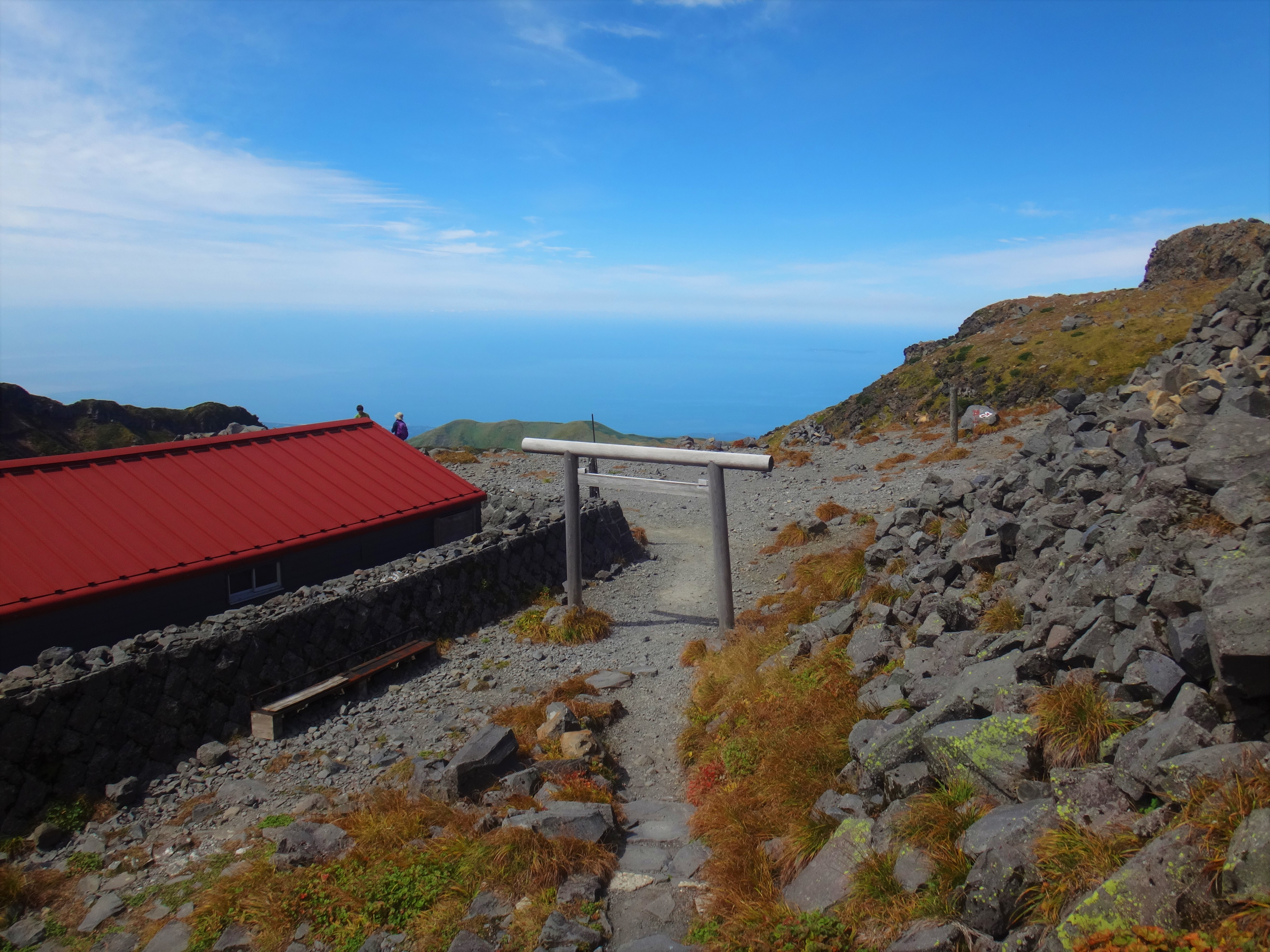
大物忌神社と御室
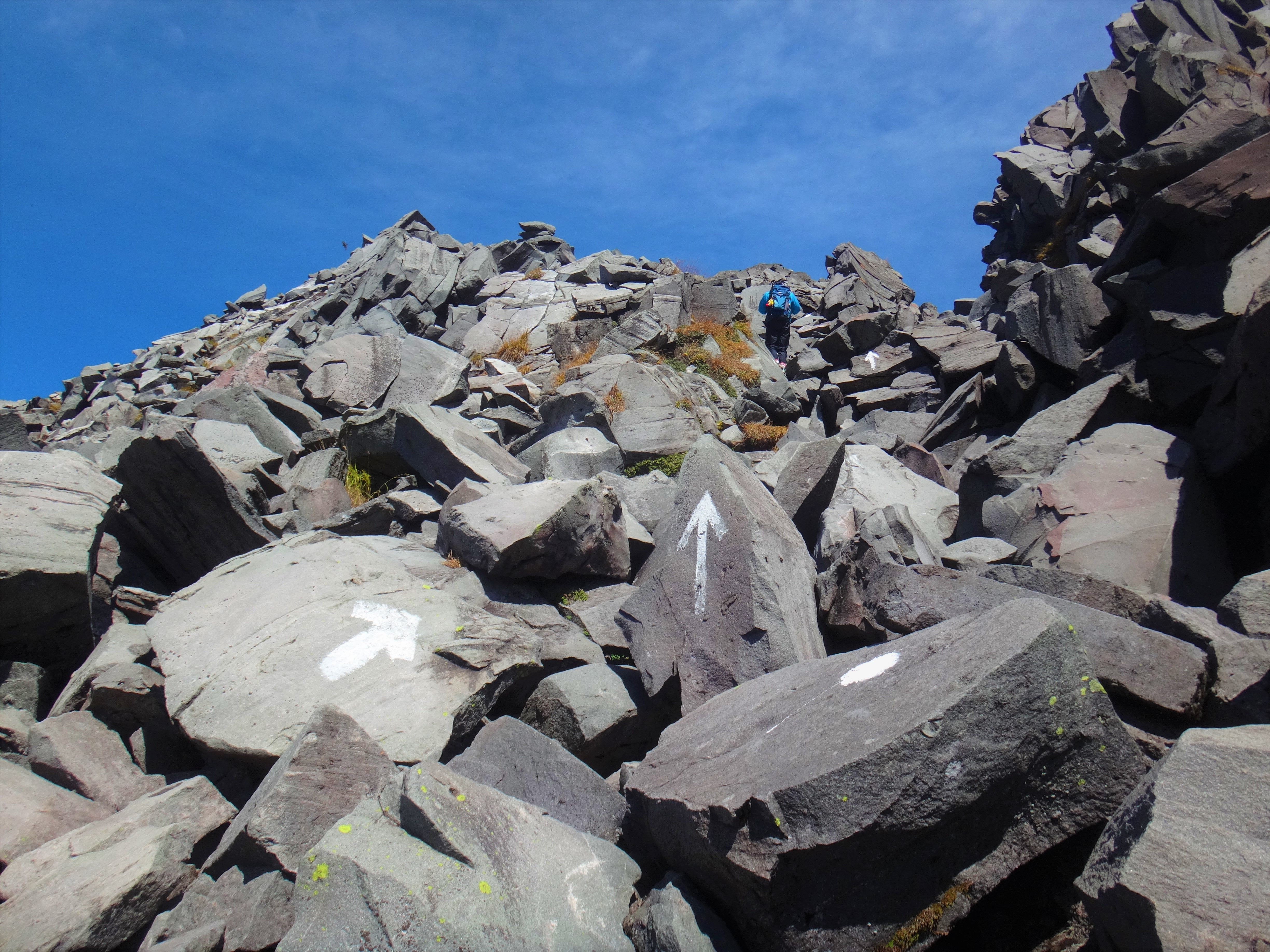
新山への登り
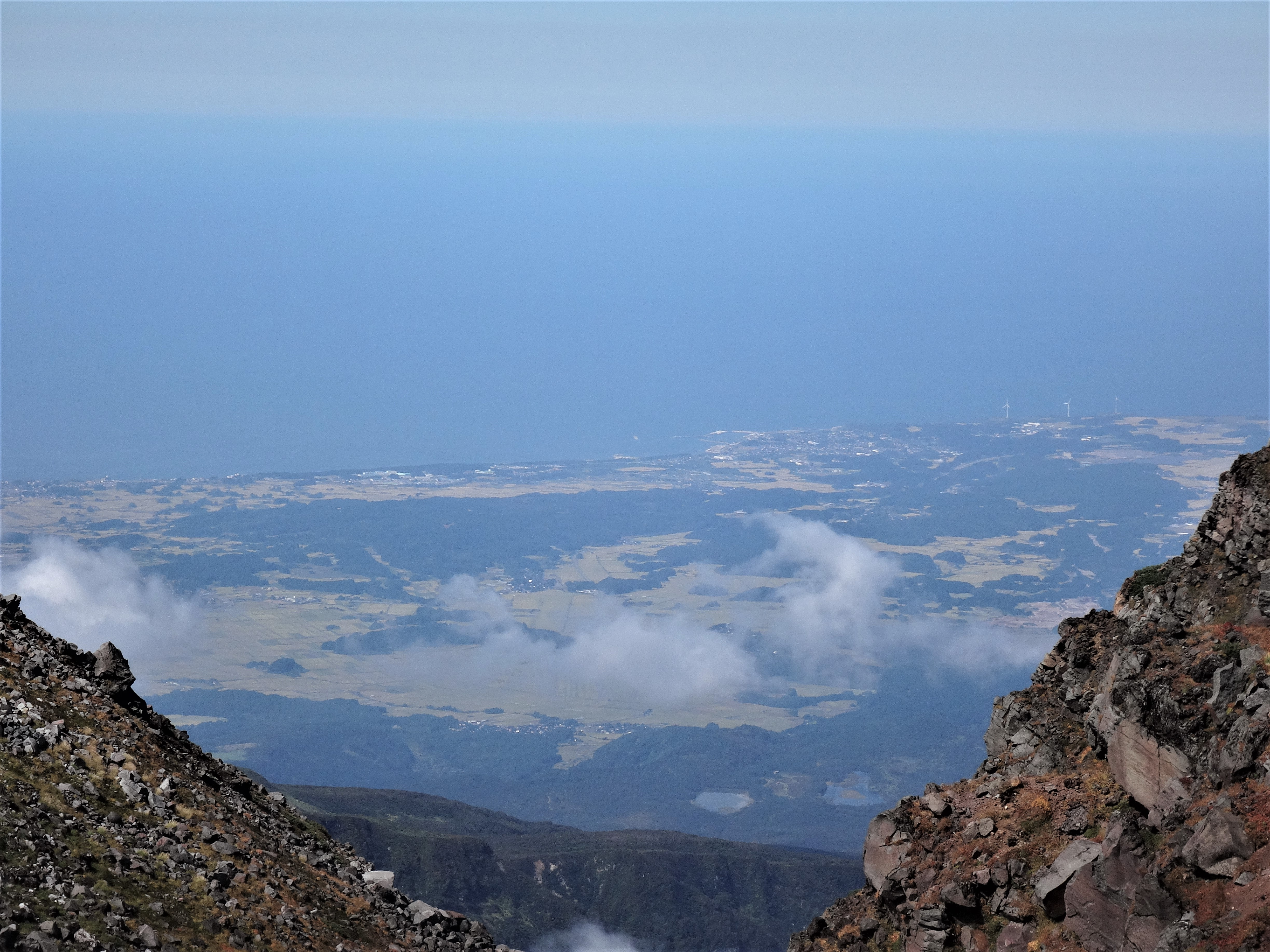
山頂付近から日本海を望む
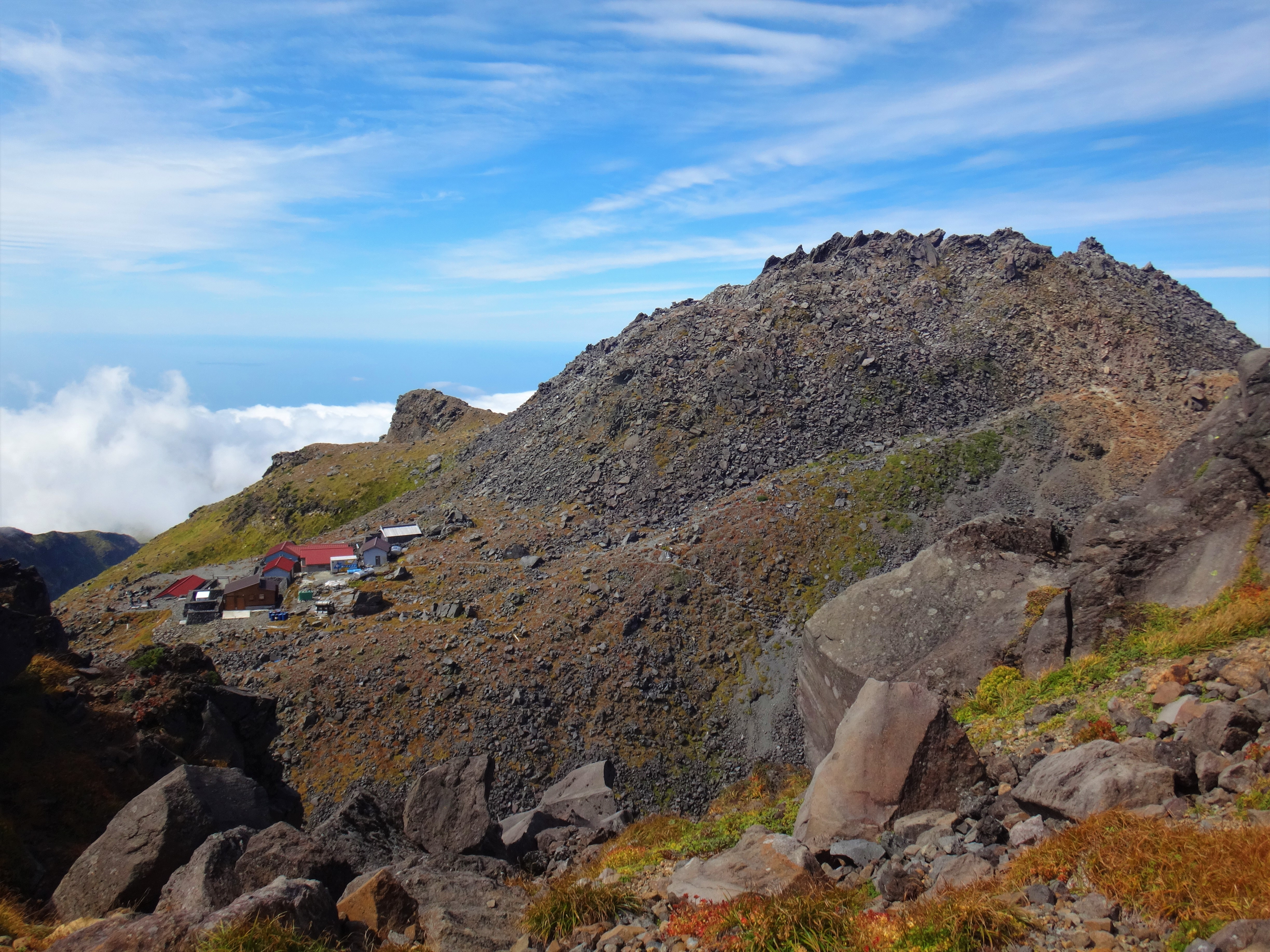
七高山から新山の眺め
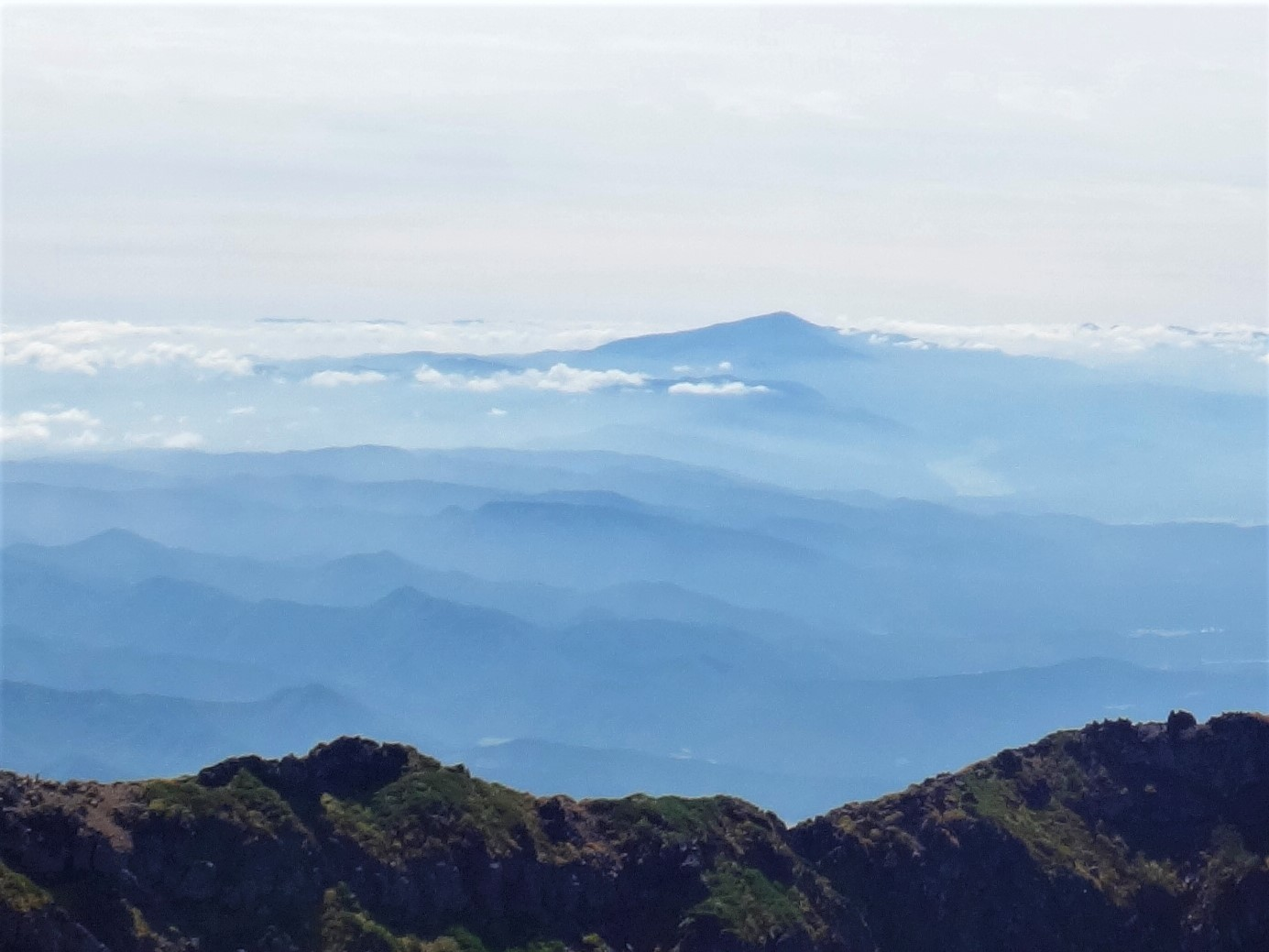
鳥海山から月山を望む
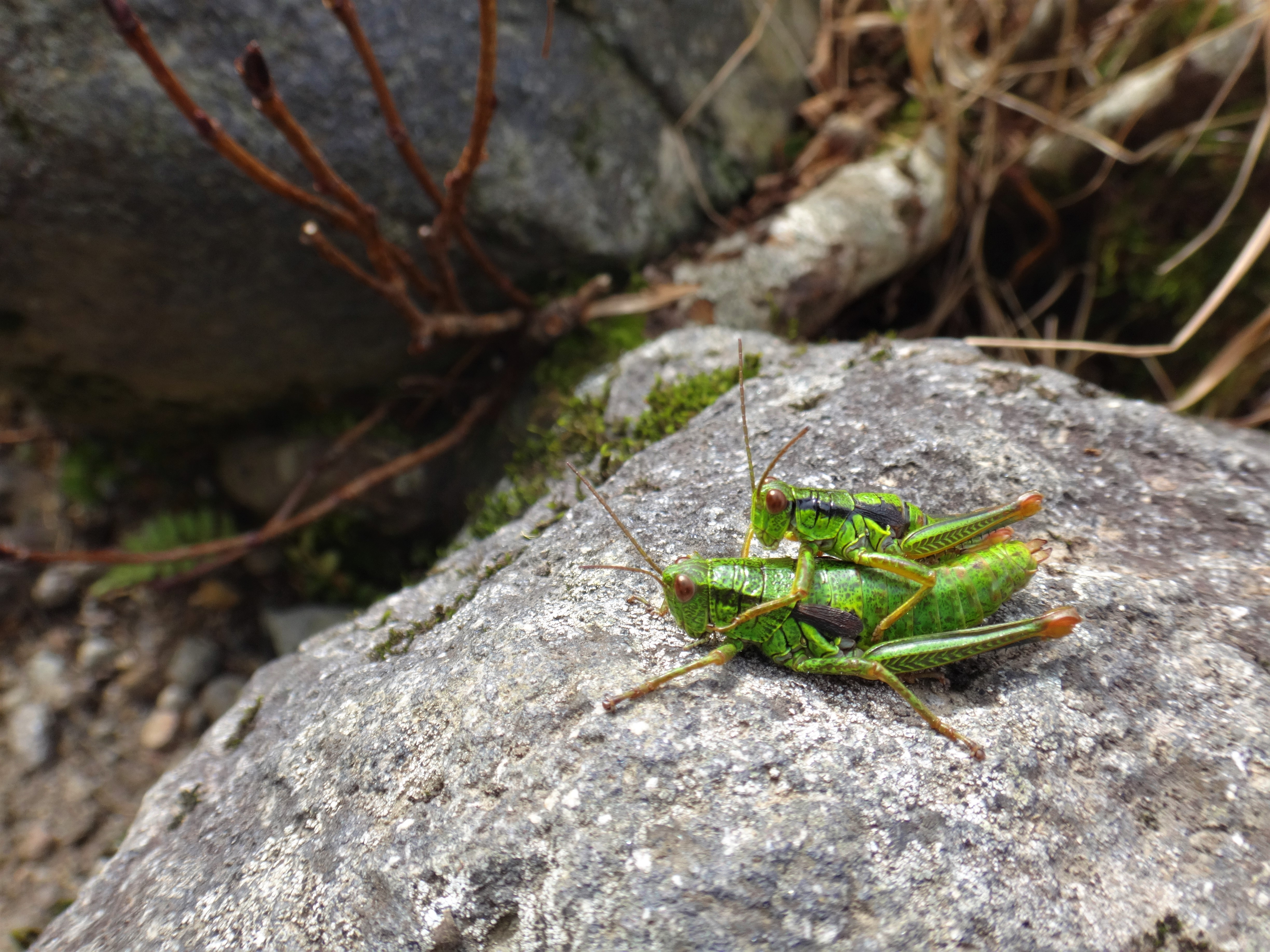
鳥海山のハヤチネフキバッタ